# ハディ・ファイヤッド
ハディ・ファイヤッド（Hadi Fayyadh 、2000年1月22日 - ）は、マレーシア出身のプロサッカー選手。U-23 サッカーマレーシア代表。ペラFC所属。ポジションはフォワード。

## クラブ経歴
2016年よりジョホール・ダルル・タクジムFCに加入。マレーシア・プレミアリーグに所属するセカンドチームでのプレーを経て、2017年2月23日にトップチームに昇格。2月25日に開催されたマレーシア・スーパーリーグのTチームFC戦で途中出場しトップチームデビューを飾った。
2018年9月2日、ジョホール・ダルル・タクジムを退団。直後に来日しロアッソ熊本、ファジアーノ岡山FCのトライアルに参加した。
2018年12月21日、ファジアーノ岡山FCに加入することが発表された。
2020年12月、J3リーグのアスルクラロ沼津に期限付き移籍。2021年3月23日の練習中に負傷し、右膝前十字靭帯断裂と診断された。その後、リハビリのため一旦岡山に戻った。2021年12月、アスルクラロ沼津は期限付き移籍期間を2023年1月1日まで延長すると発表した。2022年4月21日に行われた対ヴァンラーレ八戸戦で84分から出場し、マレーシア人として初めてJリーグ公式戦に出場した。
2023年1月13日、期限付き移籍の満了と契約の更新が行われないことがアスルクラロ沼津とファジアーノ岡山から発表。合わせてマレーシア・スーパーリーグ所属のペラFCに移籍することが明らかになった。

## 代表歴
2017年9月、U-18代表の一員としてミャンマーのヤンゴンで開催されたAFF U-18ユース選手権に参加。7試合に出場して3ゴールを記録し、チームの決勝進出に貢献した。タイとの決勝戦でもプレーしたが、0-2で敗れ準優勝に終わった。
韓国の坡州市で開催されたAFC U-19選手権2018予選では4試合で3得点し、出場権獲得に大きく貢献した。
2017年11月、飛び級でU-23代表のトレーニングキャンプに参加。
2018年は1月にAFC U-23選手権2018、8月には2018年アジア競技大会、さらに11月にはAFC U-19選手権2018に参加した。

## 個人成績
| 国内大会個人成績 | 国内大会個人成績 | 国内大会個人成績 | 国内大会個人成績 | 国内大会個人成績 | 国内大会個人成績 | 国内大会個人成績 | 国内大会個人成績 | 国内大会個人成績 | 国内大会個人成績 | 国内大会個人成績 | 国内大会個人成績 |
| 年度             | クラブ           | 背番号           | リーグ           | リーグ戦         | リーグ戦         | リーグ杯         | リーグ杯         | オープン杯       | オープン杯       | 期間通算         | 期間通算         |
| 年度             | クラブ           | 背番号           | リーグ           | 出場             | 得点             | 出場             | 得点             | 出場             | 得点             | 出場             | 得点             |
| マレーシア       | マレーシア       | マレーシア       | マレーシア       | リーグ戦         | リーグ戦         | マレーシア杯     | マレーシア杯     | FA杯             | FA杯             | 期間通算         | 期間通算         |
| ---------------- | ---------------- | ---------------- | ---------------- | ---------------- | ---------------- | ---------------- | ---------------- | ---------------- | ---------------- | ---------------- | ---------------- |
| 2016             | JDT II           |                  | プレミア         | 7                | 0                | 3                | 1                | 1                | 0                | 11               | 1                |
| 2017             | JDT II           |                  | プレミア         | 8                | 1                | 0                | 0                | 1                | 2                | 9                | 3                |
| 2017             | JDT              |                  | スーパー         | 1                | 0                | 0                | 0                | 0                | 0                | 1                | 0                |
| 2018             | JTD II           |                  | プレミア         | 12               | 3                | 0                | 0                | 0                | 0                | 12               | 3                |
| 日本             | 日本             | 日本             | 日本             | リーグ戦         | リーグ戦         | リーグ杯         | リーグ杯         | 天皇杯           | 天皇杯           | 期間通算         | 期間通算         |
| 2019             | 岡山             | 28               | J2               | 0                | 0                | -                | -                | 0                | 0                | 0                | 0                |
| 2020             | 岡山             | 28               | J2               | 0                | 0                | -                | -                | -                | -                | 0                | 0                |
| 2021             | 沼津             | 27               | J3               | 0                | 0                | -                | -                | -                | -                | 0                | 0                |
| 2022             | 沼津             | 27               | J3               |                  |                  | -                | -                |                  |                  |                  |                  |
| 通算             | マレーシア       | マレーシア       | スーパー         | 1                | 0                | 0                | 0                | 0                | 0                | 1                | 0                |
| 通算             | マレーシア       | マレーシア       | プレミア         | 27               | 4                | 3                | 1                | 2                | 2                | 32               | 7                |
| 通算             | 日本             | 日本             | J2               | 0                | 0                | -                | -                | 0                | 0                | 0                | 0                |
| 通算             | 日本             | 日本             | J3               |                  |                  | -                | -                |                  |                  |                  |                  |
| 総通算           |                  |                  |                  |                  |                  |                  |                  |                  |                  |                  |                  |

## タイトル
ジョホール・ダルル・タクジム
- マレーシア・スーパーリーグ: 2017